# Церковь Святой Терезы Авильской (Брюссель)
Церковь Святой Терезы Авильской (фр. L'église Sainte-Thérèse d’Avila, нидерл. Sint-Theresia van Avila-Kerk) — католический храм в Брюсселе (Бельгия). 

## История
Строительство храма в неороманском стиле началось в 1932 году. После постройки храм был освящён в честь святых Терезы Авильской и Алисы. Когда в 1954 году в Схарбеке был построен новый храм Святой Алисы, приход стал носить имя только Терезы Авильской. Приход Святой Терезы Авильской входит в деканат Мейзер.